# 阿迦汗二世

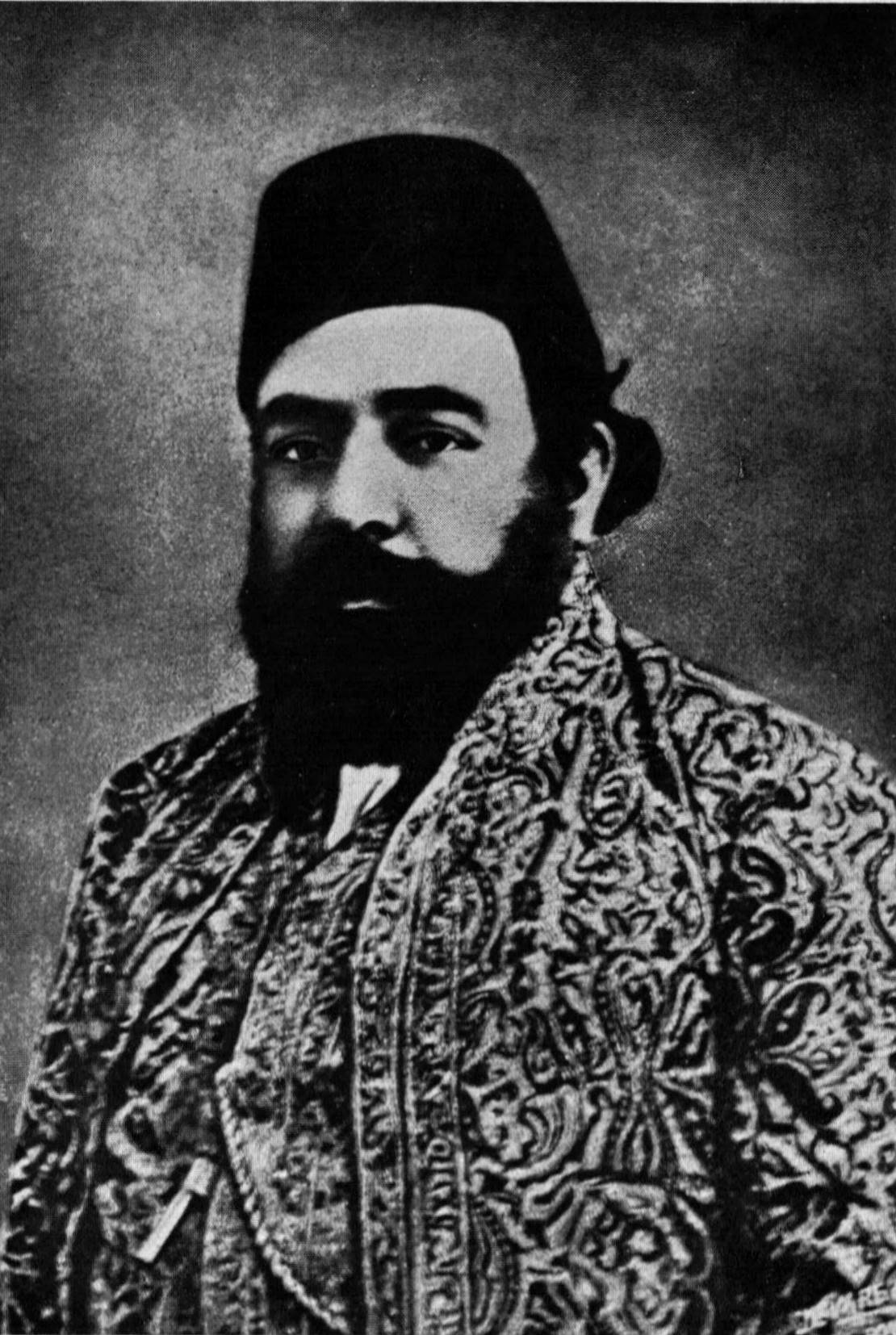
阿迦汗二世

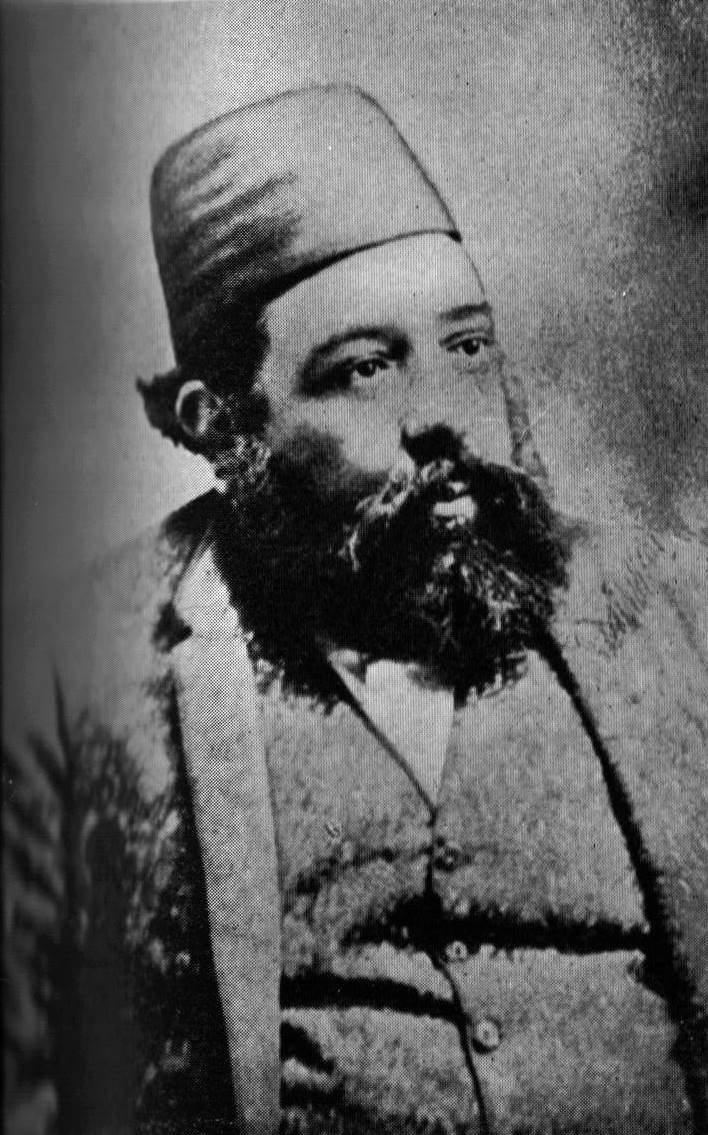
阿迦汗二世

阿迦汗二世（真名为：阿里-沙阿，1831年—1885年）伊斯兰教什叶派伊斯玛仪派尼扎里教派的领袖，哈桑·阿里-沙阿（阿迦汗一世）之子。
阿迦汗二世生于印度信德省的一个来自伊朗的家庭，其父阿迦汗一世为亚非各地伊斯玛仪派公认的首领。他在父亲去世后成为伊斯玛仪派尼扎里教派的首领，并担任这一职务直至去世。他与英国殖民当局保持密切关系。
阿迦汗二世是一个大土地所有者，其财产很多系来自信徒的馈赠。

## 早期生活及家庭
阿迦汗二世出生地是伊朗的Mahallat。他是阿迦汗一世的长子及阿迦汗一世与Sarv-i Jahan Khanum生育后代中唯一存活的儿子。阿迦汗二世是一名伊朗皇家贵族，因为他母亲是伊朗卡扎尔王朝第二任国王的女儿。